# Jaguar XJS
Jaguar XJS – samochód sportowy klasy wyższej produkowany przez brytyjską firmę Jaguar Cars w latach 1975–1996.

## Historia i opis modelu

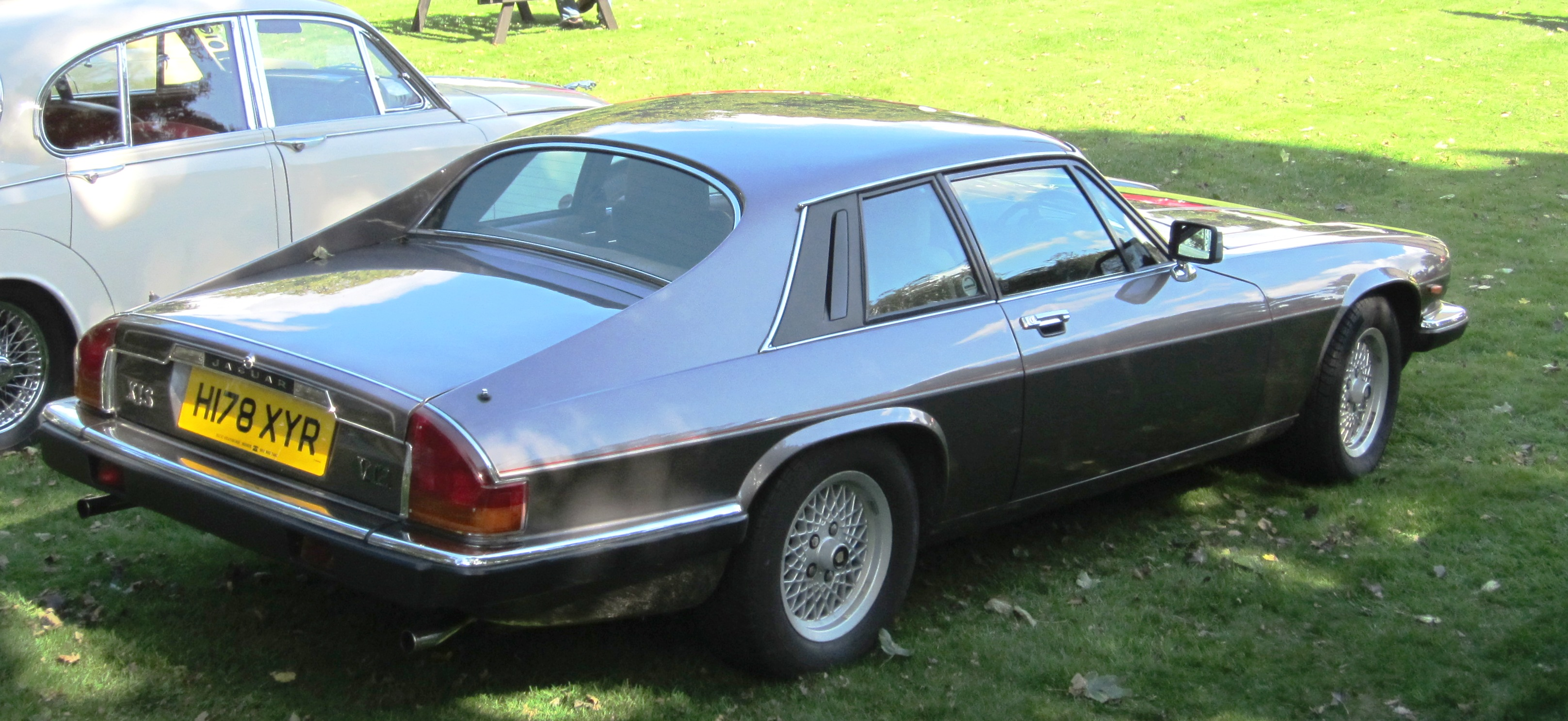
Jaguar XJS – tył

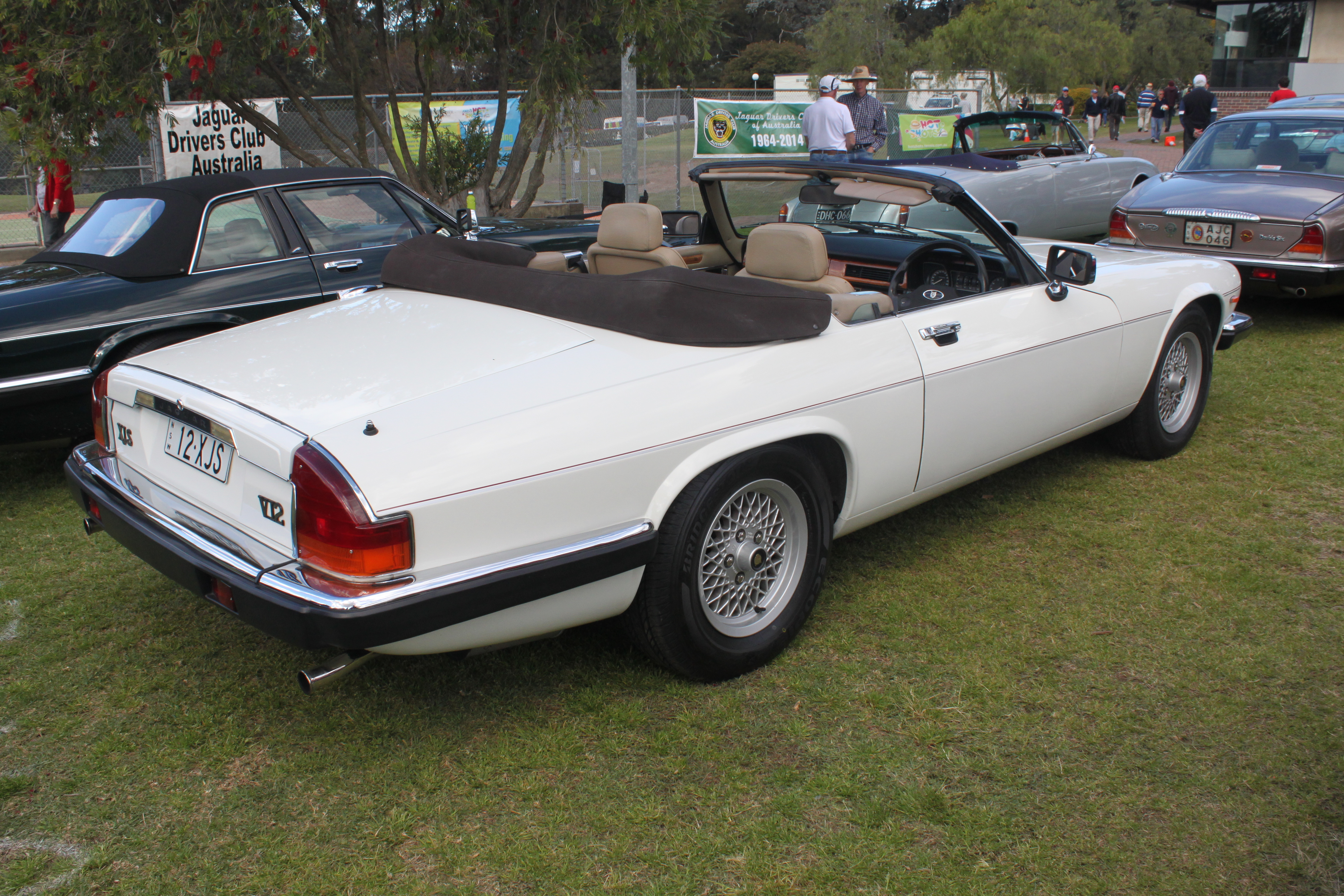
Jaguar XJS Cabrio

Zastąpił on model E-type (lub XK-E) we wrześniu 1975 roku i był oparty na nadwoziu limuzyny XJ. Został on opracowany jako XK-F, mimo że miał zupełnie inny charakter niż jego poprzednik. Nie miał tego samego sportowego stylu, jednak był udanym grand tourerem i był bardziej aerodynamiczny niż E-Type. Ostatni XJS został wyprodukowany 4 kwietnia 1996, a przez cały okres 21-letniej produkcji powstało 115 413 egzemplarzy samochodów tego modelu. Następcą XJS został Jaguar XK8.

### 1975
Pierwszy XJ-S pojawił się w 1975 roku. Samochód był napędzany silnikiem V12 o pojemności 5,3 litra, a moc była przenoszona przez skrzynię biegów sterowaną ręcznie lub automatyczną, przy czym ręczna była oferowana bardzo krótko. Dawało to XJ-S-owi bardzo dobre osiągi – czas przyspieszenia 0-97 km/h wynosił 7,6 sekundy, a prędkość maksymalna wynosiła 230 km/h.
Premiera modelu zbiegła się w czasie z początkiem kryzysu paliwowego, a na samochody tego typu, ze stosunkowo dużym silnikiem był niewielki popyt. Przez cały okres produkcji sprzedano 14 800 egzemplarzy Jaguara.

### 1980
Od roku 1981 XJ-S otrzymał bardzo ekonomiczny i wydajny silnik. Moc wzrosła do 220 kW (295 KM) lub 196 kW (263 KM), w Ameryce Północnej. W tym samym czasie, XJ-S przeszedł zmiany zewnętrzne i wewnętrzne. (Pięcioramienne felgi aluminiowe, chromowe wkładki na górnej części zderzaka, drewniane wkładki na desce rozdzielczej i listwy na drzwiach). W 1982 roku, nowy XJ-S V12 wygrał pierwsze i drugie miejsce w wyścigu „Tourist Trophy” na Silverstone.

### XJS Cabrio
Od 1986 wersja cabrio była dostępna u niektórych dealerów, zmodyfikowana przez Hessa i Eisenhardt w USA. Firma karoseryjna Hess & Eisenhardt znajdowała się w stanie Ohio, USA, i zbudowała około 893 egzemplarzy na podstawie umowy z Jaguarem. Rzeczywista liczba wyprodukowanych w H&E Jaguarów XJS jest nieznana, dlatego że pożar w fabryce Hess&Eisenhardt zniszczył większość notatek i dokumentacji odnoszących się do tego modelu.

### XJR-S
Od 1988 roku, specjalna wersja XJR-S V12 5,3 litra została wyprodukowana przez JaguarSport, oddzielnej spółki należącej pół na pół do Jaguara i TWR. Samochód ten miał charakterystyczny body kit, specjalne felgi aluminiowe i zawieszenie oraz zwiększenie sterowności. Pierwsze 100 z tych samochodów były określane jako „celebracja Le Mans” w celu upamiętnienia zwycięstwa Jaguara 1988 w Le Mans. W latach 1988-1989 zostało wyprodukowanych łącznie 350 tych modeli z silnikiem 5,3 litra. Po wrześniu 1989 zmiana ta została wprowadzona do specjalnego silnika 6,0-litrowego – silnika z systemem zarządzania mocą (234 kW Zytec (314 KM), później 245 kW (329 KM)), który znacznie różnił się od standardowego silnika stosowanego w późniejszych modelach XJS 6,0 litra. XJR-S pozostawał na linii produkcyjnej do 1993 roku, łącznie 1130 egzemplarzy ujrzało światło dzienne.

### 1991–1996
Samochód zaprojektowany został ponownie w roku 1991 i przemianowany jako XJS. Zostały zaprezentowane w maju 1991. Tylne szyby boczne zostały powiększone (choć otwory szklane były faktycznie takiego samego rozmiaru jak we wcześniej produkowanych modelach). Projektant Geoff Lawson twierdził, że są one częścią charakteru tego samochodu. Samochód otrzymał nową 4-litrową wersję AJ6. W 1992 roku 4-litrowe silniki dodano również do oferty w pojazdach cabrio. Pojemność V12 została powiększona do 6 litrów w maju 1992. (227 kW (304 KM)).